# Aphaniosoma nigricauda
Aphaniosoma nigricauda (лат.) — вид мух рода Aphaniosoma из семейства Chyromyidae.

## Распространение
Алжир, Кипр, Марокко, Тунис.

## Описание
Мелкие мухи с телом длиной около 2 мм. Почти полностью тёмно-коричневый или чёрный вид с сероватым микротоментумом, и только по внешним признакам неотличим от A. creperum. Самки трёх близкородственных видов: A. nigricauda, A. nigrum Ebejer, 1998 и A. spiniventre Ebejer, 1998 обычно имеют тёмно-коричневый базальный членик жгутика, как и самка A. creperum, и их можно определить только по ассоциации с самцами. Самцов можно определить при осмотре гипопигия, где форма прегенитальных стернитов, постгонит и вершина двулопастного дистифаллуса являются простейшими признаками, которые помогают отличить A. nigricauda от близкородственных видов. У A. nigricauda отсутствует вентральное продолжение тергита 6; стерниты 5 и 6, хотя и похожи, но не идентичны, а дистифаллус имеет довольно длинные и явно более заостренные доли. Эти различия могут представлять собой географическую вариацию одного вида, но пока есть основания полагать, что A. nigricauda — это вид Северной Африки, простирающийся на запад от Туниса, а A. creperum — североафриканский вид, простирающийся на восток от Египта до Израиля, Иордании и Омана.